# Not Afraid
«Not Afraid» (с англ. — «Не боюсь») — песня американского рэпера Эминема и ведущий сингл его седьмого студийного альбома Recovery, выпущенный в апреле 2010 года лейблами Shady Records, Interscope Records и Aftermath Entertainment. За несколько дней до выхода Эминем завуалированно анонсировал сингл в своём «Твиттере», и спустя некоторое время трек стал ротироваться на радио. За два дня до выхода песни музыкант выпустил фристайл «Despicable», который привлёк слушателей своим тоном и лирическим содержанием. «Not Afraid» была написана и спродюсирована Эминемом, Boi-1da, Джорданом Эвансом и Мэттью Бернеттом, а также клавишником Луисом Ресто. По мнению менеджера Эминема Пола Розенберга, «Not Afraid» несёт в себе позитивный посыл и рассказывает о полном отказе Эминема от наркотиков и насилия. В многослойном припеве композиции присутствует хор, а речитатив исполняется под струнные, синтезатор и фортепиано. При этом в песне не задействован автотюн, но использовано множество инструментов реверберации.
Песня получила положительные отзывы от музыкальных критиков, которые похвалили посыл и гимнический характер. Однако критике подверглось внезапное изменение темы в сравнении с другими синглами Эминема, и её считали менее трогательной, чем некоторые другие песни музыканта. «Not Afraid» стала шестнадцатой песней в истории Billboard, дебютировавшей в чарте Billboard Hot 100 на первом месте, а также заняла вершину хит-парада Канады. В июне 2014 года «Not Afraid» была сертифицирована как «бриллиантовая» песня, что сделало Эминема первым артистом с двумя «бриллиантовыми» синглами. За эту композицию Эминем выиграл премию «Грэмми», MTV Video Music Awards, MTV Video Music Awards Japan, Billboard Music Awards и Detroit Music Awards.
В мае 2010 года вышел видеоклип, снятый клипмейкером Ричем Ли в Нью-Йорке и Ньюарке. Рецензенты похвалили клип за соответствие тексту песни, картинку и посыл. В 2010 году Эминем исполнил «Not Afraid» на E3 2010, Oxegen 2010, T in the Park 2010 и MTV Video Music Awards 2010, а также на фестивалях «Боннару», Lollapalooza и V Festival. Журнал Rolling Stone поместил её на 24-е место своего списка лучших песен 2010 года.

## Предыстория, написание и запись

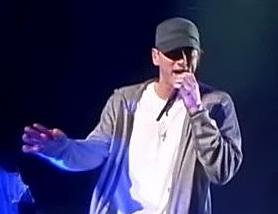
Эминем в 2009 году

В 2009 году Эминем планировал выпустить продолжение своего шестого студийного альбома Relapse под названием Relapse 2, но по мере записи отменил его, выпустив в следующем году совершенно другой альбом — Recovery. «По мере того, как я продолжал работать с новыми продюсерами, идея продолжения Relapse начала приобретать для меня всё меньше и меньше смысла, и я захотел записать полностью новый альбом». Основным продюсером «Not Afraid» выступил Boi-1da. По словам Майка Стрэнджа, отвечавшего за запись и микширование, он захотел поработать с Boi-1da после прослушивания трека «Forever», который он спродюсировал для Дрейка и в котором также приняли участие Лил Уэйн, Канье Уэст и сам Эминем. Хип-хоп продюсер прислал Стрэнджу множество битов, к некоторым из них Маршалл написал тексты. Во время записи вокала музыканта они были открыты в программе Pro Tools. Сессии записи проходили в студии Effigy Studios в Ферндейле, штат Мичиган, но без участия Boi-1da.
Оригинальные биты, отправленные Стрэнджу, были отыграны на клавишных и барабанах; они были помещены под неактивный трек «Orig beatz». Инструментальная часть включала в себя кики драм-машины Roland TR-808, обычный живой кик, хай-хэты, райд и малый барабан. Звучали также валторна, оркестровые удары и пэды, включая звук Меллотрона, который воспроизводит последовательность аккордов. В интервью журналу Sound on Sound Майк говорил, что «ему нравится, когда вокальные треки находятся в верхней части сессионной записи, потому что в хип-хопе они являются самыми важными элементами». Две дорожки с Эминемом были подложены под его основной вокальный трек, в одном из них были вступительные слова. Каждый припев в песне был наложением, а не семплом, единственным исключением стало вступление. В «Not Afraid» отсутствует автотюн. Детройтский музыкант Луис Ресто предоставил клавишную партию в бридж, включая звуковые эффекты фортепиано и гитары. Ресто также добавил оркестровку в припев и бридж между вторым и третьим куплетом.
Стрэндж организовал сессию в Pro Tools в более традиционном стиле, расположив барабаны, бас-инструменты, гитары, клавишные, основной вокал и наложения слева направо. Во время микширования он начал с ударных, а затем с вокала. Он добавил припев и бридж, за которыми последовали другие инструменты. Стрэндж смикшировал трек, после чего Эминем внёс свои поправки, обеспечив дополнительное продюсирование; к тому моменту были добавлены дорожки, записанные Ресто. Стрэндж внёс также некоторые корректировки в записи Boi-1da, используя выравнивание SSL (EQ) и сжатие. Чтобы сохранить мелодичность композиции без колебаний высоты, звукорежиссёр использовал Trim на кике TR-808 от Ресто. При записи Стрэндж использовал инструменты реверберации, включая Bricasti, Eventide 2016, Lexicon 480, Lexicon PMC и Yamaha SPX90.
В двух дорожках на сессии использовались плагины Massenbury EQ и Digidesign Extra Long Deplay. Стрэндж также использовал компрессор Alta Moda Unicomp, который, по его мнению, хорошо сочетается с вокалом, а также с ударными и малым барабаном. В исходнике от Boi-1da в основном использовался SSL и сжатие, но вместе с бассами API 550a. Ограничитель компрессора Digidesign был задействован на одной из звуковых дорожек, а эквалайзер Massenbury — на дорожке OB8. По просьбе Эминема, Джордан Эванс и Мэттью Бернетт занимались аранжировкой и наложением струнных, также обеспечив себе дополнительное продюсирование. Роберт Рейес записал хоровое исполнение.

## Композиция и тематика текста
«Not Afraid» — хип-хоп песня, спродюсированная Boi-1da, Эминемом, Эвансом и Бернеттом; согласно буклету Recovery, Луис Ресто также является автором песни. Boi-1da играл на ударных, Эванс и Бернетт — на струнных. Текст песни сосредоточен на позитивных изменениях в жизни Эминема — в частности на отказе от наркотиков и текстов с насилием и враждебной тематикой. Редакция газеты Los Angeles Times отметила, что человек, впервые слышащий эту песню, может идентифицировать её как «христианский хип-хоп». Шахим Рид из MTV News заявил, что в песне «нет подколов в адрес икон поп-культуры и весёлой болтовни». «Not Afraid» записана под гитару, синтезатор и фортепиано в тональности до минор с умеренным темпом в 86 ударов в минуту. Автор статьи на сайте MuchMusic подметил, что в этом сингле Эминем использует «своё личное эго Маршалла Мэтерса, а не Слима Шейди». Припев следует последовательности аккордов Cm-A♭(maj7)-E♭-B♭.
Песня начинается с небольшого вступления под припев на заднем плане — «Yeh, it's been a ride. I guess I had to go to that place to get to this one». Когда музыкант начинает первый куплет, он подмечает, что его тексты угрожают людям, которые смотрели на него свысока: «You can try to read my lyrics off of this paper before I lay 'em / But you won't take the sting out these words before I say 'em». Во втором куплете Эминем признаёт свои ошибки в жизни и озвучивает своё мнение по поводу спорного альбома Relapse: «Let's be honest / That last Relapse CD was ehh / Perhaps I ran them accents into the ground / Relax, I ain't going back to that now». На строчке «All I'm trying to say is get back, click clack, blaow» раздаётся выстрел из пистолета. Ближе к концу второго куплета рэпер говорит, что «всё ещё пытается разобраться с этим дерьмом, но чёртова туча по-прежнему следует за ним повсюду». После второго припева Эминем читает бридж, в котором заявляет, «что он просто не может продолжать так жить, и начиная с этого дня он собирается вырваться из этой клетки». Перед финальным припевом артист говорит, что «нацелен на Луну». В конце трека звучит припев, но под хоровое исполнение.

## Выход и маркетинг
26 апреля 2010 года Эминем опубликовал в «Твиттере» пост «I’m 'Not Afraid'», без каких-либо уточнений. Фанаты и новостные СМИ интерпретировали этот твит как объявление первого сингла с предстоящего альбома Recovery под названием «Not Afraid». Радиоведущая станции WWPR-FM Анджела Йи подтвердила, что новый сингл выйдет на радиостанции рэпера Shade 45 без цензуры. В интервью журналу Billboard менеджер Эминема Пол Розенберг сказал, что «Not Afraid» «не мрачная, а поднимающая настроение песня».
Первоначально выход нового сингла на радио был запланирован на 30 апреля, но в конечном итоге он вышел в эфир на день раньше в 10 часов утра по восточному времени в программе The Morning After с Анджелой Йи. 5 мая «Not Afraid» стал доступен для цифровой загрузки. Поскольку в песне Эминем ссылается на Relapse, артист на шоу «В пятницу вечером с Джонатаном Россом» объяснил это так: «…оглядываясь на это сейчас в ретроспективе, я чувствую, что там было много юмористического и шокирующего материала, и мне пришлось прослушать свой старый материал и выяснить почему… Relapse не заставил меня чувствовать себя так, как раньше». В августе 2022 года «Not Afraid» вошла в сборник хитов Эминема Curtain Call 2.
За два дня до запланированного релиза «Not Afraid» Эминем выпустил двухминутный фристайл «Despicable» в поддержку сингла, который был записан поверх инструментальных версий песен «Over» Дрейка и «Beamer, Benz, or Bentley» Ллойда Бэнкса. В «Despicable» присутствует отсылка к квотербеку Бену Ротлисбергеру в строчке «I’d rather turn this club into a bar room brawl / Get as rowdy as Roethlisberger in a bathroom stall» — в марте квотербека обвиняли в сексуальных домогательствах в ночном клубе в Милледжвилле. Кроме этого, Эминем также делает отсылки к Супермену и Даффи Даку из Looney Tunes.
Рэй Роа из Consequence of Sound отметил, что в «Despicable» Эминем «звучит раздражённо», добавив, что первые минуты фристайла «по меркам Эминема довольно мягкие, но когда начинается бит Бэнкса, рэпер сходит с ума». Мелинда Ньюман из HitFix опубликовала положительный отзыв на «Despicable», написав, что фристайл звучит как «взрыв, который высасывает воздух из помещения», отметив, что он звучит «лучше, чем всё, что было на Relapse, а ловкость его навыков рифмования внушает благоговейный трепет». Адам Даунер из Sputnikmusic также написал положительную рецензию: «Эминем плюётся с тем безумным безрассудством, которым мы помним по альбомам». Мадхури Дей из Thaindian News посчитал, что «Эминем выбрал свой обычный путь нанесения удара по какой-то личности».
Песня прозвучала в трейлере фильма «Закон доблести», а в 2013 году она попала в официальный саундтрек игры NBA 2K14.

## Отзывы критиков
«Not Afraid» получила в основном положительные отзывы от критиков. Джон Долан из Rolling Stone похвалил тон песни, напоминающий «мрачный, оперный ритм», и вдохновляющую тематику трека. Генри Адасо из сайта About.com опубликовал крайне положительный отзыв, отметив «жизнерадостное очарование бита Boi-1da» и «пробирающий текст мастера-поэта». Подытоживая, он назвал «Not Afraid» «сияющей» песней, а Эминема — «чувствительным лириком». После выхода трека редакция сайта AllHipHop назвал его «гимном по своей природе и бунтарством до глубины души». Рецензируя альбом Recovery, Джоди Розен из Rolling Stone отметила, что Эминем, «которому давно перевалило за тридцать, становится сварливым мужчиной средних лет, и он владеет этим». Уинстон Роббинс из Consequence of Sound назвал «Not Afraid» таким треком из Recovery, который «обладает запоминающимися хуками, припевом и битом, помноженными на бесконечный запас остроумия и гнева Эминема». В своём обзоре на альбом, Томас Нассифф с сайта AbsolutePunk отметил, что «трек очень „дружелюбен“ для радио и ничем не жертвует, чтобы стать „дружелюбной“ к массам». Энди Гилл из газеты The Independent назвал песню «гордым гимном реабилитации». В своей рецензии на Recovery Бенджамин Мидоух-Ингрэм из журнала Spin отметил, что «Эминем наконец-то обращается к своим личным и творческим недостаткам вместо того, чтобы прятаться за шутками. Это необходимый первый шаг к тому, чтобы двигаться дальше». Рецензируя сборник Curtain Call 2, куда попала «Not Afraid», Стивен Томас Эрлевайн выделил песню как один из хедлайнеров компиляции.
После того, как «Not Afraid» утекла в Интернет 29 апреля, Саймон Возик-Левинсон из Entertainment Weekly прокомментировал песню, отметив как положительные, так и отрицательные качества; в качестве плюсов он отметил смену лирической составляющей Эминема, назвав трек «гимническим с вдохновляющим и мощным посланием» и сравнив его с другими синглами рэпера — «Sing for the Moment» и «Beautiful». А в качестве минусов критик указал продюсирование от Boi-1da: «Not Afraid» «имеет повторяющееся жестяное и подражательно-эпическое качество, которое меня очень раздражает в продюсировании Boi-1da». Майер Ниссем из Digital Spy опубликовал неоднозначную рецензию на трек; сначала он язвительно написал: «Хвала небесам! Маршалл Мэтерс отказался от своей типичной работы — соединить хук и немного сатиры», однако затем он пишет, что «решение Эминема вести хронику кажется достойным, но немного скучным поступком». Он также подметил, что, в отличие от «Not Afraid», предыдущие песни музыканта никогда не наскучивали. Джефф Вайс из Los Angeles Times назвал «Not Afraid» «заметным улучшением в сравнении с ведущими синглами Encore и Relapse», что даёт более серьёзную тему. Однако критик посчитал, что композиция состоит из «расплывчатых бромидов самопомощи» и «напыщенного, но невзрачного бита от Boi-1da». Вайс также отметил «не очень привлекательный» припев и вероятное влияние рэпером T.I., и назвал «Not Afraid» «разочаровывающим ведущим синглом».
Джон Алмер с сайта Beats Per Minute похвалил песню за более серьёзную тематику в сравнении с «Just Lose It» и «We Made You», но отметил, сингл не был достаточно мощным с хитами «Lose Yourself» и «Beautiful». По словам Алмера, «при первом прослушивании песня звучит немного банально, но в целом это не настолько плохо, чтобы помешать её силе». Он также отметил, что у Эминема «не такой расстроенный голос, как на „Despicable“». В своём крайне негативном отзыве на Recovery, Джейсон Грин из Pitchfork указал, что «Эминем половину альбома настаивает на том, что он лучший рэпер на свете, но на деле это первый раз в своей карьере, когда он звучит неуклюже». Китти Эмпайр из газеты The Guardian также негативно отметила «Not Afraid» в своей рецензии на альбом, раскритиковав текст песни: «Рифмовать „through a storm“ с „whatever weather / cold or warm“ крайне непростительно для мастера по рифмованию». Рецензируя пластинку в газете Chicago Tribune, Грег Кот раскритиковал текст и рифмы песни и сравнил их с его навыками рифмования во время премьеры фильма «Восьмая миля».
Редакция журнала Rolling Stone в декабре 2010 года поставила «Not Afraid» на 24-е место списка «50 лучших песен года».

## Коммерческий успех
По данным Nielsen SoundScan, за первую неделю сингл разошёлся тиражом в 380 тысяч цифровых копий, что для Эминема стало самой крупной неделей продаж цифрового сингла с начала 2010 года. Три песни получили более высокие продажи за первую неделю: «Right Round» рэпера Flo Rida, «Boom Boom Pow» группы Black Eyed Peas и «Crack a Bottle» Эминема, но все они вышли в 2009 году.
«Not Afraid» дебютировала в чарте Billboard Hot 100 на первом месте, чего ранее удавалось достичь всего 15 песням. Трек стал третьим синглом в карьере Эминема, занявшим высшую позицию в чарте — до этого первое место занимали синглы «Lose Yourself» и «Crack a Bottle». «Not Afraid» также была первой песней, с ходу занявшей высшую строчку,  с 17 октября 2009 года — этого добивалась лишь песня Бритни Спирс «3». Композиция также стала первой хип-хоп песней от мужчины и первой хип-хоп песней, дебютировавшей на вершине Billboard Hot 100 со времён «Doo Wop (That Thing)» от Лорин Хилл 1998 года.
Заняв также вершину в Digital Songs, на следующей неделе «Not Afraid» опустилась на четвёртое, а также на шестое место в Hot 100 с цифрами 202 тыс. цифровых копий. 14 июня композиция поднялась на пятую строчку с 157 тысяч экземпляров. Через месяц она опустилась с 22 до 24 места в Hot 100. К этому времени число скачиваний трека составило 1 750 000. 25 июля «Not Afraid» преодолела отметку в два миллиона от общего объёма продаж.. По состоянию на август 2013 года, общий тираж составил пять миллионов. В июне следующего года RIAA сертифицировала сингл как «десятикратно платиновый», что приравнивается к «бриллиантовому».
В Канаде «Not Afraid» дебютировала на вершине Canadian Hot 100, оставаясь в чарте в течение двадцати недель. В Великобритании сингл дебютировал на пятом месте UK Singles Chart 30 мая. На следующей неделе он опустился на шестую позицию, 4 июля — на десятую, 10 июля — на четырнадцатую. 1 августа трек замкнул двадцатку чарта, а последнее появление в UK Singles Chart случилось 29 августа. Суммарно песня продержалась четырнадцать недель в чарте.
В Новой Зеландии сингл достиг восьмого места в Official New Zealand Music Chart 10 мая. Продержавшись там в общей сложности 23 недели, песня в последний раз появлялась в чарте 9 сентября под 34-м номером. В Австралии «Not Afraid» заняла шестнадцатую строчку ARIA Charts и на следующей неделе достигла пика, заняв четвёртую позицию. Её самая низкая и окончательная позиция в чарте пришлась на 27-ю неделю пребывания — 48-я.
В Ö3 Austria Top 40 песня дебютировала на 22-й строчке 21 мая. 13 августа она достигла своего пика, прочно заняв пятое место и продержавшись на нём две недели. Прежде чем вернуться 14 января 2011 года на 72-ю строчку чарта, «Not Afraid» в последний раз появлялась там 19 ноября 2010 года. Опустившись на 75-е место 21 января, песня окончательно покинула чарт. В Италии сингл занял третье место, но продержался в чарте всего неделю. Во Франции произошло то же самое — заняв 97-ю строчку, песня на следующей неделе выбыла из списка.
«Not Afraid» продержалась в Irish Singles Chart девятнадцать недель, в последний раз появившись на 36-й строчке 30 сентября. В чарте Фландрии Ultratop 50 сингл дебютировал на тринадцатой строчке 15 мая; на 16-й последней неделе он занимал 49-е место. В идентичном чарте Валлонии «Not Afraid» дебютировала на четырнадцатом месте, и до 3 июля она более не появлялась там. Дольше всего сингл продержался в шведском чарте — появившись на пятой позиции, он пробыл 43 недели подряд; в свою последнюю неделю трек был на 49-м месте.

## Видеоклип

### Съёмки
Когда я протрезвел, я стал заново открывать в себе то, о чём долго забывал, что вроде как подавлял, знаете ли, или что-то в этом роде [...] Вся тема моей пластинки — как личность, я чувствую себя лучше. Видите, вот что я чувствую, я чувствую себя достаточно хорошо, чтобы быть этим, говорить это, делать это.
Перед началом съёмок Эминем в ходе телефонного разговора со своим менеджером поделился с идеями для клипа к «Not Afraid»; в мае 2010 года началось производство видео. Его режиссёром выступил клипмейкер Рич Ли, а съёмки проходили на Маркет-Стрит в Ньюарке и Нью-Йорке. В первый день снимали вступительную сцену на крыше муниципального здания Манхэттена. В интервью со съёмок клипа Эминем говорил, что с Ли «приятно работать, он занимается своим делом». Сцена, в которой музыкант прыгает с обрыва и пикирует, была снята на складе Greenpoint в Бруклине. Над клипом также работали продюсер Джастин Динер, Деннис Денехи и Крис Клэнси. В первый день съёмок также была отснята сцена, в которой артист пытается сбежать из тёмного подвала, построенного художником-постановщиком Итаном Тобманом.
На следующий день снимали сцену, в которой артист ходит в Ньюарке по Маркет-Стрит. Последней отсняли сцену, в которой Эминем смотрит на себя в зеркало, попав в лабиринт из зеркал. 30 мая Эминем опубликовал в «Твиттере» пост, в котором назвал дату выхода: «Для тех, кто „терпеливо ждёт“, премьера клипа „NOT AFRAID“ состоится в субботу 6/5. Подробности позже…». За день до премьеры клипа на YouTube вышел тизер-трейлер. Официально клип был загружен на сайт Vevo 5 июня в 11:30 по восточному времени. В день выхода Vevo изменили свой логотип, перевернув букву «E» в соответствии с логотипом Эминема. Телевизионная премьера состоялась 7 июня на каналах MTV и VH1, на следующий день видео было показано в прайм-тайм.

### Сюжет

Скриншот из клипа, в котором Эминем взмывает ввысь над Маркет-Стрит

Видео начинается со сцены, в которой Эминем стоит на крыше муниципального здания Манхэттена и произносит вступление песни. Затем зрителю показывают запертого музыканта в тёмном подвале, и в первом куплете сцены на крыше, в которых рэпер приближается к краю здания, и подвале будут идти вперемешку. Когда начинается припев, Эминем уходит и начинает прогуливаться по Маркет-Стрит. Во втором куплете он переходит на другую сторону улицы, избегая проезжающих мимо машин. В определённый момент артист видит в окне машины своё искажённое отражение. Он продолжает идти, но оказывается окружённым зеркалами. Сбитый с толку рэпер пытается оттуда сбежать, и ближе к концу второго куплета он пробивается сквозь зеркало и оказывается посреди пустой улицы. Когда камера отдаляется, зритель видит край разрушенной улицы, а под дорогой — туннель метро. Всё действие также идёт вперемешку со сценами, в которых артист проламывает кирпичную стену подвала.
Эминем прыгает с края, пикирует и взлетает, совершая стремительный пролёт по Маркет-Стрит. В конце клипа рэпер взлетает обратно на крышу здания Манхэттена, где началось видео.

### Отзывы критиков на клип
Клип получил в основном положительные отзывы. Моника Эррера из Billboard назвала прыжок Эминема «моментом триумфа» и сравнила сцену из клипа с полётами Супермена. Она также отметила сходство событий клипа с текстом трека, посчитав это «сильным словом для всех ненавистников Эминема». Дэниел Крепс из Rolling Stone почувствовал, что Эминем «точно так же ставит своё искупление в центр внимания» и сравнил полёт артиста с идентичными сценами с Киану Ривзом в «Матрице». В своём обзоре на клип для журнала Entertainment Weekly, Возик-Левинсон написал: «Мы должны понимать, что она снова на грани срыва с миром, полон едва сдерживаемой энергией, которую он ещё не уверен, как ей управлять». Левинсон, хоть и посчитал, что клип далеко не лучший в карьере Эминема, но похвалил его за посыл и переданную атмосферу песни. Критик также привёл сравнение с клипом на «The Way I Am», поскольку в обоих видео музыкант прыгает с большой высоты.
На текущий момент клип имеет более миллиарда просмотров на YouTube и является вторым самым просматриваемым видео Эминема, уступая только «Love the Way You Lie» с того же Recovery.

## Концертные исполнения

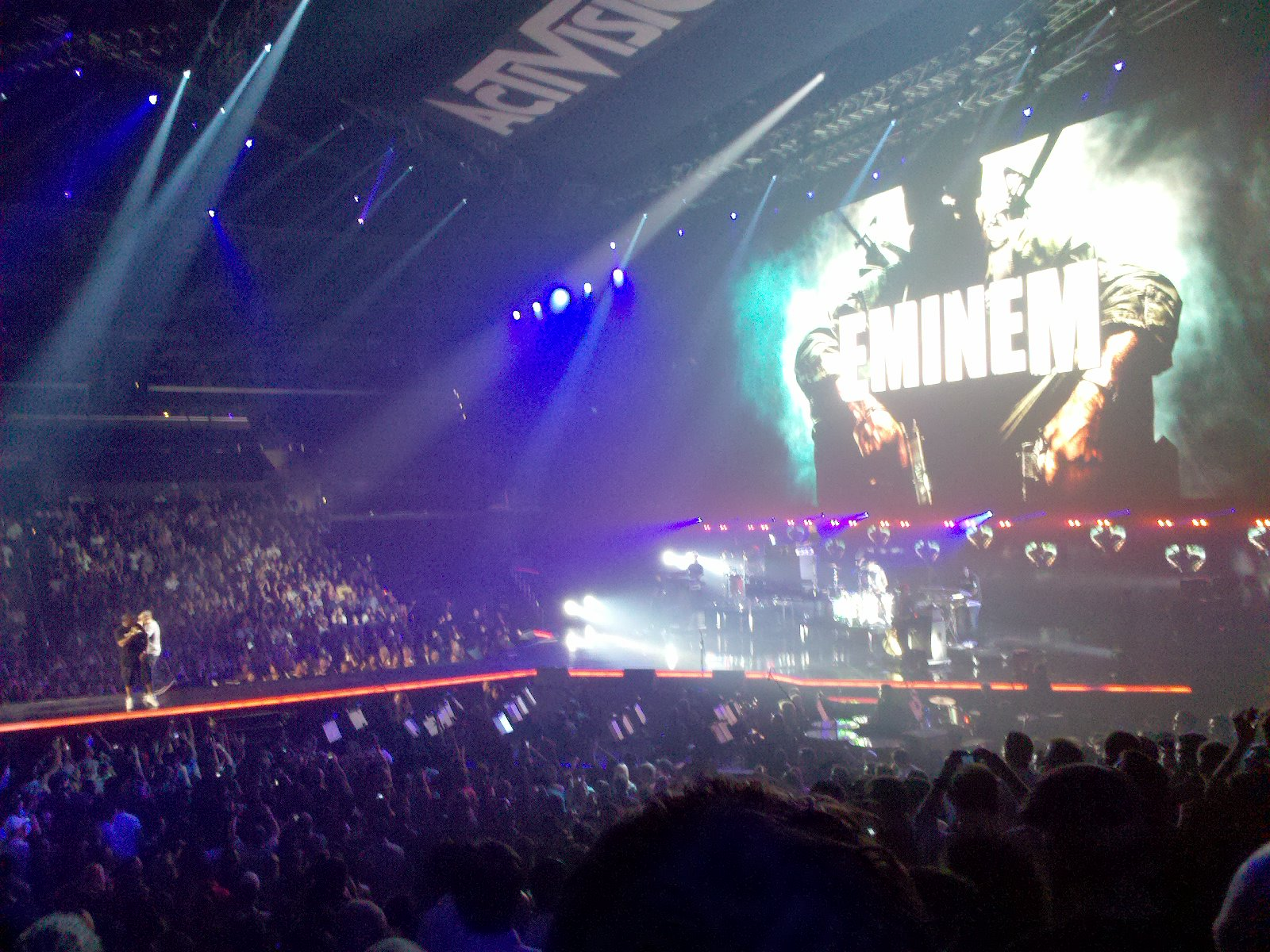
Выступление Эминема на E3 2010 в Лос-Анджелесе

2 июня 2010 года Эминем исполнил «Not Afraid» на съёмках французского шоу Le Grand Journal. 5 июня артист также исполнил трек на шоу «В пятницу вечером с Джонатаном Россом». В ознаменование предстоящего выхода шутера от первого лица Call of Duty: Black Ops, компания Activision пригласила многих именитых музыкантов выступить на E3 2010 в Лос-Анджелесе на стадионе «Стейплс-центр», включая Эминема. Вместе с барабанщиком группы Blink-182 Трэвисом Баркером, рэпер исполнил с Recovery такие песни, как «Not Afraid», «Love the Way You Lie» и «Won’t Back Down». На мероприятии с Эминемом также присутствовал хор и бэк-вокалист Маршалла Mr. Porter. После исполнения всех песен с Recovery, музыкант вскоре вернулся на сцену, чтобы закончить своё выступление песней «Lose Yourself». Редакторы газеты PR Newswire писали: «Эминем зажёг толпу, когда закрывал выступление всех звёзд». Мэтт Элиас из MTV News также похвалил выступление, написав, что «Эминем исполнил электризующий сет…, окончательно развеяв все сомнения о возвращении в игру». Энтони Бруно из Billboard назвал концерт на E3 «самым настоящим бумом», но вот Сив Эпплфорд из Rollong Stone более критически отнёсся к выступлению: «Рэпер прошёлся по подиуму со своей обычной интенсивностью, пропев новые песни из релиза Recovery, который выйдет на следующей неделе». По некоторым данным, на мероприятие Activision потратила шесть миллионов долларов.
«Not Afraid» была включена в сет-лист Эминема в качестве завершающей песни во время его выступления на фестивале T in the Park, который прошёл 10 июля в Шотландии. Для Эминема это был первый европейский концерт за пять лет. Во время выступления рэпер был одет в чёрные шорты и толстовку с капюшоном. Во время выступления был дождь, и артист так прокомментировал это: «Я знаю, что здесь грязно, неряшливо и дерьмово, но это весело», а также всех зрителей за поддержку: «Всем, кто является моим поклонником, я просто хочу сказать огромное спасибо за поддержку, которую вы оказывали на протяжении многих лет, за то, что не отреклись от меня. Я надеюсь, вам шоу понравилось так же, как и нам сегодня вечером. Всем добра» — сказал рэпер. В конце своего выступления рэпер спросил: «Эдинбург, тебе понравился сегодняшний вечер?». В тот вечер некоторые зрители обвинили Маршалла в использовании фонограммы, но большинство защитили его от подобных обвинений . Исполнение на T in the Park было добавлено как вторая песня для сингла «Love the Way You Lie» на компакт-дисках. Маршалл также исполнил «Not Afraid» для небольшой аудитории в маленькой комнате в начале церемонии MTV Video Music Awards 2010, а затем ещё раз её исполнил на стадионе Nokia Theatre, где проходила церемония, а также исполнил «Love the Way You Lie» с Рианной. Зрители признали его выступление самым лучшим на церемонии — оно набрало более 34 % голосов.
В 2011 году Эминем исполнил «Not Afraid» на фестивале «Боннару». На выступлении рэпер был в камуфляжных шортах, чёрной футболке с логотипом своего дуэта с Royce da 5’9" Bad Meets Evil, чёрной кепке, а также в тёмной толстовке. Сет-лист концерта, помимо «Not Afraid», состоял из хитовых песен Эминема — «Cleanin’ Out My Closet», «The Real Slim Shady», «Without Me» и «Like Toy Soldiers». Эминем также выступал с Ройсом, и с ним он исполнил «Fast Lane» и «Lighters». Почти 80 тыс. зрителей скандировали «Шейди!» в течение пяти минут, и рэпер вернулся на сцену, чтобы выступить на бис с «Lose Yourself». Перед исполнением «Not Afraid» рэпер сказал: «Все шутки в сторону… Спасибо вам за то, что остаётесь со мной и не отказываетесь от меня». Во время концерта он также поблагодарил всех присутствующих на выступлении. СМИ высоко оценили концерт Эминема. По словам Джеймса Монтгомери из MTV, «что больше выделялось в выступлении Эминема, так это явное упорство, с которым он атаковал». Журнал The Hollywood Reporter написал: «Аудитория „Боннару“ может быть анклавом хиппи, но вы бы не узнали об этом в субботу вечером». Кэти Хэсти из HitFix назвала исполнение «Not Afraid» «триумфальным», вероятно, из-за ажиотажа толпы. Патрик Дойл из Rolling Stone написал: «Полуторачасовой сет Эминема был триумфальным. Рэпер буквально скакал на сцене, исполняя хит за хитом с энергией боксёра».

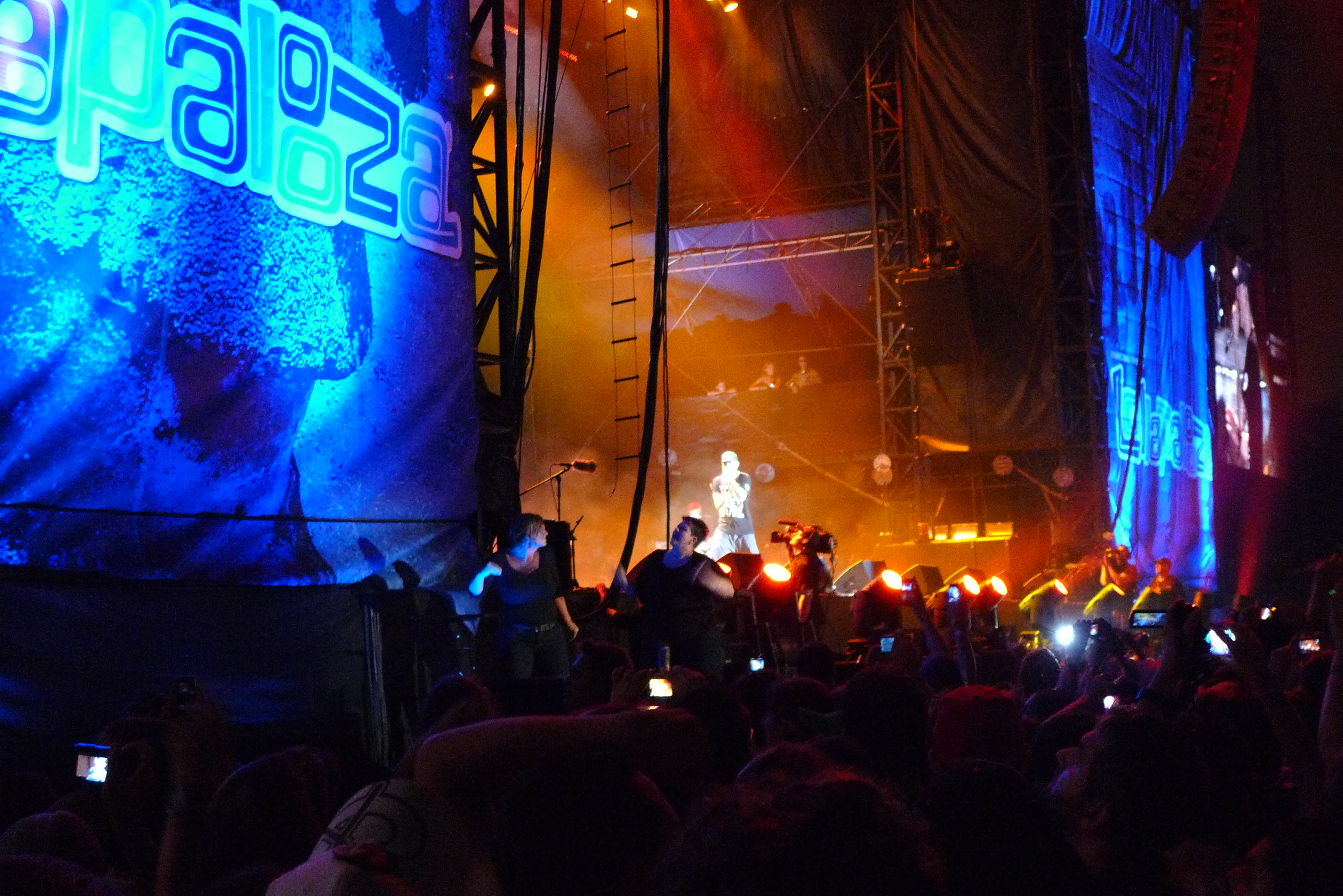
Исполнение песни «Not Afraid» на Lollapalooza в 2011 году

Эминем также исполнял свой сингл на второй день фестиваля Lollapalooza вместе с Mr. Porter перед аудиторией в 90 тысяч человек. Стив Балтин из The Hollywood Reporter писал: «Учитывая то, что он нечасто гастролирует, иногда легко забыть, насколько он динамичный. Но после впечатляющего полуторачасового шоу отрицать его мощь просто невозможно». Адам Грэм из газеты The Detroit News написал, что «Эминем доставил груз эмоций огромной толпе людей». Гил Кауфман из MTV News заметил, что «Эминем пришёл, увидел и покорил свой дебют на Lollapalooza». 20 августа на фестивале V Festival Эминем исполнил сет-лист из 28-ми песен, «Not Afraid» музыкант спел на следующий день предпоследней перед «Lose Yourself». V Festival проходил в Стаффордшире и Челмсфорде. Крис Сэлмон из газеты The Guardian назвал исполнение «Not Afraid» «величественным», а сам сет — «идеально подходящим для закрытия любого фестиваля, ориентированного на поп-музыку или что-то ещё». Корреспондент BBC Чи Чи Изунду отметил «крайне быстрое» выступление Эминема. В 2022 году Маршалл исполнил «Not Afraid» на концерте, посвящённому вхождению рэпера в Зал славы рок-н-ролла.

## Награды и номинации
| Год  | Церемония                           | Номинация                                                  | Результат |
| ---- | ----------------------------------- | ---------------------------------------------------------- | --------- |
| 2010 | BET Hip Hop Awards (2010)           | Verizon People’s Champ Award                               | Номинация |
| 2010 | MTV Video Music Awards (2010)       | Лучшее видео года                                          | Номинация |
| 2010 | MTV Video Music Awards (2010)       | Лучшее мужское видео                                       | Победа    |
| 2010 | MTV Video Music Awards (2010)       | Лучшее хип-хоп видео                                       | Победа    |
| 2010 | MTV Video Music Awards (2010)       | Лучшая художественная работа                               | Номинация |
| 2010 | MTV Video Music Awards (2010)       | Лучшая операторская работа                                 | Номинация |
| 2010 | MTV Video Music Awards (2010)       | Лучшая режиссура                                           | Номинация |
| 2010 | MTV Video Music Awards (2010)       | Лучший монтаж                                              | Номинация |
| 2010 | MTV Video Music Awards (2010)       | Лучшие спецэффекты                                         | Номинация |
| 2011 | BMI Urban Awards                    | Award-Winning Song                                         | Победа    |
| 2011 | Грэмми (53-я)                       | Лучшее сольное рэп-исполнение                              | Победа    |
| 2011 | Грэмми (53-я)                       | Лучшая рэп-песня                                           | Номинация |
| 2011 | Billboard Music Awards (2011)       | Лучшая песня Streaming Songs (видео)                       | Номинация |
| 2011 | MTV Video Music Awards Japan (2011) | Лучшее хип-хоп видео                                       | Победа    |
| 2011 | Detroit Music Awards                | Выдающийся национальный сингл                              | Победа    |
| 2011 | Detroit Music Awards                | Выдающееся видео / Большой бюджет (более 10 тыс. долларов) | Победа    |

## Список композиций
Цифровая дистрибуция
| №  | Название     | Автор(ы)                                               | Продюсер(ы) | Длительность |
| -- | ------------ | ------------------------------------------------------ | ----------- | ------------ |
| 1. | «Not Afraid» | М. Мэтерс, М. Самуэльс, Л. Ресто, Д. Эванс, М. Бернетт | Boi-1da     | 4:10         |

CD сингл
| №                   | Название                    | Автор(ы)                                               | Продюсер(ы)         | Длительность |
| ------------------- | --------------------------- | ------------------------------------------------------ | ------------------- | ------------ |
| 1.                  | «Not Afraid»                | М. Мэтерс, М. Самуэльс, Л. Ресто, Д. Эванс, М. Бернетт | Boi-1da             | 4:14         |
| 2.                  | «Not Afraid» (Instrumental) | М. Мэтерс, М. Самуэльс, Л. Ресто, Д. Эванс, М. Бернетт | Boi-1da             | 4:11         |
| Общая длительность: | Общая длительность:         | Общая длительность:                                    | Общая длительность: | 8:20         |

## Участники записи
Запись
- Записано в Effigy Studios в Ферндейле, Мичиган; в Encore Studios в Бербанке, Калифорния.

Участники записи
- Эминем — вокал, автор песни, дополнительное продюсирование, микширование
- Boi-1da — продюсирование, запись, ударные, автор песни
- Джордан Эванс — автор песни, дополнительное продюсирование, струнные
- Мэттью Бернетт — автор песни, дополнительное продюсирование, струнные
- Луис Ресто — автор песни, клавишные
- Джо Стрэндж — ассистент звукорежиссёра
- Майк Стрэндж — запись, микширование
- Роберт Рейес — запись хора
- Кип Блэкшир — хор
- Кристал Гаррик II — хор
- Терри Декстер — хор
- Рич Кинг — хор
- Кристен Эшли Коул — хор
- Слай Джордан — хор

Авторы приведены согласно буклету альбома Recovery.

## Позиции в чартах

### Еженедельные чарты
| Чарт (2010)                           | Высшая позиция |
| ------------------------------------- | -------------- |
| Австралия (ARIA)                      | 4              |
| Австрия (Ö3 Austria Top 40)           | 5              |
| Бельгия/Фландрия (Ultratop 50)        | 13             |
| Бельгия/Валлония (Ultratop 50)        | 14             |
| Канада (Billboard Canadian Hot 100)   | 1              |
| СНГ (TopHit Airplay)                  | 144            |
| Чехия (Rádio — Top 100)               | 10             |
| Дания (Tracklisten)                   | 5              |
| Финляндия (Suomen virallinen lista)   | 8              |
| Франция (SNEP)                        | 97             |
| Германия (GfK)                        | 9              |
| Ирландия (IRMA)                       | 3              |
| Италия (FIMI)                         | 3              |
| Япония (Billboard Japan Hot 100)      | 2              |
| Нидерланды (Dutch Top 40)             | 14             |
| Новая Зеландия (Recorded Music NZ)    | 8              |
| Норвегия (VG-lista)                   | 3              |
| Польша (Polish Dance Chart)           | 46             |
| Польша (Video Chart)                  | 4              |
| Шотландия (OCC Scotland)              | 4              |
| Республика Корея (GAON)               | 2              |
| Испания (PROMUSICAE)                  | 29             |
| Швеция (Sverigetopplistan)            | 5              |
| Швейцария (Schweizer Hitparade)       | 2              |
| Великобритания (OCC UK Singles)       | 5              |
| Великобритания (OCC UK Hip Hop/R&B)   | 2              |
| США (Billboard Hot 100)               | 1              |
| США (Billboard Hot R&B/Hip-Hop Songs) | 70             |
| США (Billboard Hot Rap Songs)         | 8              |
| США (Billboard Pop Airplay)           | 15             |
| США (Billboard Rhythmic)              | 12             |

### Годовые чарты
| Чарт (2010)                              | Позиция |
| ---------------------------------------- | ------- |
| Австралия (ARIA)                         | 22      |
| Австрия (Ö3 Austria Top 40)              | 30      |
| Бельгия (Ultratop 50 Flanders)           | 73      |
| Канада (Canadian Hot 100)                | 27      |
| Германия (Official German Charts)        | 39      |
| Италия (FIMI)                            | 76      |
| Швеция (Sverigetopplistan)               | 34      |
| Швейцария (Schweizer Hitparade)          | 15      |
| Великобритания (Official Charts Company) | 31      |
| США (Billboard Hot 100)                  | 24      |
| США (Rap Songs)                          | 30      |
| США (Rhythmic Songs)                     | 41      |

## Сертификации
| Регион | Сертификация  | Продажи    |
| --- | ------------- | ---------- |
| Австралия (ARIA) | 5× Платиновый | 350 000^   |
| Дания (IFPI Danmark) | Платиновый    | 90 000     |
| Германия (BVMI) | Платиновый    | 300 000    |
| Италия (FIMI) | Платиновый    | 30 000*    |
| Новая Зеландия (RMNZ) | Платиновый    | 15 000*    |
| Южная Корея (Gaon Chart) | —             | 567,119    |
| Швейцария (IFPI Switzerland) | Платиновый    | 30 000^    |
| Великобритания (BPI) | 2× Платиновый | 1 200 000  |
| США (RIAA) | Бриллиантовый | 10 000 000 |
| * Данные о продажах приведены только на основе сертификации. · ^ Данные о тиражах приведены только на основе сертификации. · Данные о продажах + прослушиваниях приведены только на основе сертификации. |               |            |

## История релиза
| Страна         | Дата           | Формат               | Лейбл                      | Источник       |
| -------------- | -------------- | -------------------- | -------------------------- | -------------- |
| Великобритания | 14 июня 2010   | CD-сингл             | Polydor                    | [ 173 ]        |
| США            | 6 июля 2010    | CD-сингл             | Shady Aftermath Interscope | [ 121 ]        |
| США            | 29 апреля 2010 | Urban contemporary   | Shady Aftermath Interscope | [ 18 ]         |
| Мир            | 3 мая 2010     | цифровая дистрибуция | Shady Aftermath Interscope | [ 46 ] [ 120 ] |